# Leonard (Michigan)
Pour les articles homonymes, voir Leonard.
Leonard est un village du comté d'Oakland dans le Michigan aux États-Unis,. Il est incorporé, en 1889. Lors du recensement de 2010, le village comptait une population de 403 habitants.

## Personnalités liées au village
- The Native Howl

## Source de la traduction
- (en) Cet article est partiellement ou en totalité issu de l’article de Wikipédia en anglais intitulé « Leonard, Michigan » (voir la liste des auteurs).